# Gyelse Thogme Sangpo
| Tibetische Bezeichnung                               |
| ---------------------------------------------------- |
| Tibetische Schrift: རྒྱལ་སྲས་ཐོགས་མེད་བཟང་པོ               |
| Wylie-Transliteration: rgyal sras thogs med bzang po |
| Chinesische Bezeichnung                              |
| Traditionell: 嘉色•陀美桑布                          |
| Pinyin:Jiase Tuomei Sangbu                           |

Gyelse Thogme Sangpo (tib. rgyal sras thogs med bzang po; geb. 1295; gest. 1369) war ein Geistlicher aus der Sakya-Schule des tibetischen Buddhismus, deren berühmter Hetuvidyā (tib. gtan tshigs rig pa)-Meister er ist.
Er wurde im Südwesten Tibets in der Nähe von Sakya geboren. Er ist unter anderem der Autor der vielfach kommentierten Siebenunddreißig Praktiken eines Bodhisattva (rgyal sras lag len so bdun ma), worin es ihm um die Geistesschulung (blo sbyong) geht, d. h. sich vollständig von allen störenden Emotionen und ihren Prägungen zu befreien.
Eine Auswahl aus seinen Gesammelten Werken erschien in jüngerer Zeit im Nationalitätenverlag Gansu.
Der Untersuchung der Biographie und der Gesammelten Werke des tibetischen Lojong-Meisters hat sich in jüngerer Zeit die englischsprachige Dissertation von I-Ling Chien gewidmet.

## Werke (Auswahl)
vgl. treasuryoflives.org:
- Kommentar zum Geistestraining in sieben Punkten (blo sbyong don bdun ma’i khrid yig)
- Siebenunddreißig Praktiken eines Bodhisattva (rgyal sras lag len so bdun ma)
- The Ocean of Good Saying (legs par bshad pa’i rgya mtsho), ein Kommentar zum Bodhisattvacaryāvatāra